# Félix Moati
Pour les articles homonymes, voir Moati.
Félix Moati, né le 24 mai 1990 à Paris, est un acteur et réalisateur français.

## Biographie

### Famille

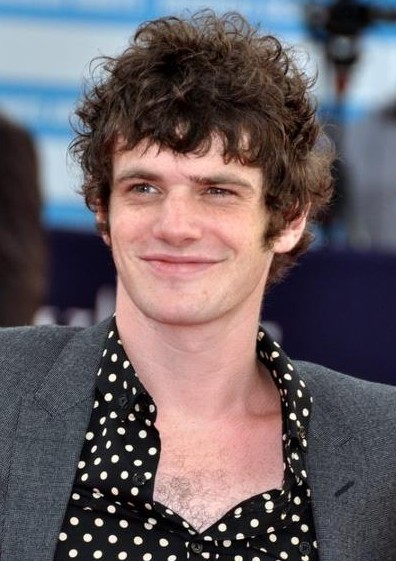
L'acteur membre du jury de la Révélation Cartier au Festival de Deauville 2012.

Il est le fils du réalisateur et journaliste Serge Moati (né en 1946), issu d'une famille juive tunisienne, et de Sophie Gourdon (née en 1954), énarque, présidente de la troisième chambre de la Cour des comptes depuis 2015.
Son grand-père paternel, Serge (1903-1957), fils de franc-maçon, socialiste et franc-maçon lui-même à la Grande Loge de France, rattaché à la communauté des Granas, était journaliste, notamment à Tunis socialiste et au Petit Matin ; arrêté pour ses activités de résistance durant la Seconde Guerre mondiale, il fut déporté et interné au camp de concentration de Sachsenhausen avant de parvenir à s'en évader ; il participa ensuite à la libération de Paris avant de retrouver sa famille.
Sa grand-mère paternelle, Odette née Scemama (1905-1957), est quant à elle issue de la communauté des Juifs natifs de Tunisie, les Twânsa.
Sa tante, Nine Moati, née en 1938, est une romancière.
Il a un demi-frère, Victor, né en 1982, et une sœur, Irène, née en 1985.

### Débuts et révélation
Il fait ses débuts au cinéma dans deux films aux registres très différents, la comédie adolescente LOL de Lisa Azuelos et le film d’horreur Livide.
Il bénéficie dès son troisième film d'un rôle exposé : dans la comédie politique Télé Gaucho, sous la direction de Michel Leclerc, il joue Victor, un passionné de cinéma qui s’engage dans une chaîne de télévision associative. Sa performance lui vaut une nomination au César du meilleur espoir masculin, en 2013.
L’année suivante, il partage l'affiche de la comédie Libre et assoupi avec Baptiste Lecaplain et Charlotte Le Bon. Dans ce premier long-métrage de Benjamin Guedj, il campe un colocataire plein de candeur. Pour l'occasion, le jeune homme décroche le Coup de cœur du jury au festival international du film de comédie de l'Alpe d’Huez.
En 2014, il tient de nouveau un second rôle pour Hippocrate, de Thomas Lilti, porté par Vincent Lacoste. Il tient ensuite le troisième rôle de la comédie Gaby Baby Doll, écrite et réalisée par Sophie Letourneur.

### Tête d'affiche et première réalisation

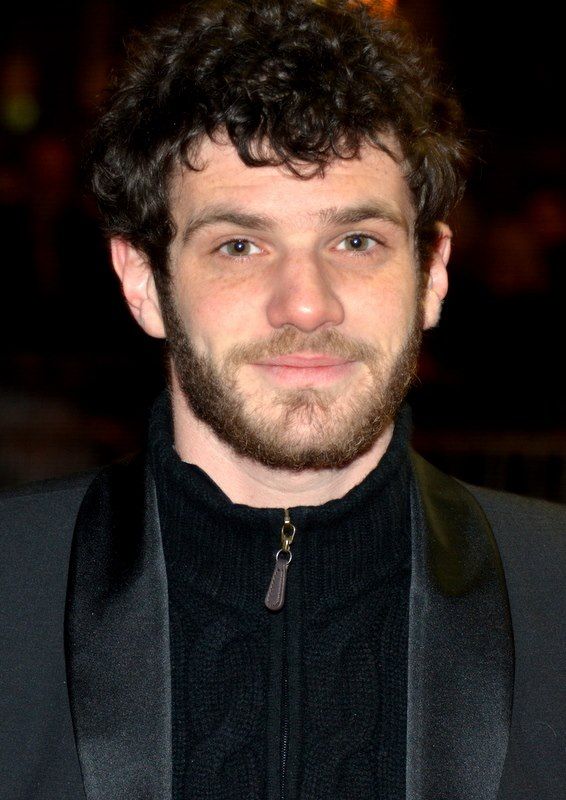
Le comédien, nommé au César du meilleur espoir masculin 2016 pour À trois on y va.

L'année 2015 est marquée par la sortie de trois films : il est au casting de la comédie Valentin Valentin, de Pascal Thomas, mais il passe surtout à un premier rôle avec À trois on y va, comédie de mœurs de Jérôme Bonnell. Il y a pour partenaires Anaïs Demoustier et Sophie Verbeeck. Cette comédie sur la bisexualité et le ménage à trois lui vaut une seconde nomination au César du meilleur espoir masculin.
Enfin, Michel Leclerc lui confie un second rôle dans la comédie dramatique La Vie très privée de Monsieur Sim, avec Jean-Pierre Bacri dans le rôle-titre.
Autres retrouvailles en 2016, avec un second rôle dans Médecin de campagne, nouvelle réalisation de Thomas Lilti.
L'année 2017 lui permet de renouer avec la comédie politique grâce à Cherchez la femme, de Sou Abadi, où il a pour partenaires Camélia Jordana et William Lebghil. Il tient également le premier rôle masculin du drame Simon et Théodore, de Mikael Buch.
En 2018, il opère un tournant majeur : il tient le premier rôle de la comédie dramatique Gaspard va au mariage, d'Antony Cordier, puis présente au 71e Festival de Cannes la comédie dramatique Le Grand Bain, première réalisation en solo de Gilles Lellouche. Il fait partie d'un casting cinq étoiles comptant notamment Guillaume Canet, Virginie Efira et Benoît Poelvoorde.
En février 2019, il réalise son premier film Deux Fils. Pour ce passage à la mise en scène de long-métrage, Moati dirige aussi ses partenaires et amis : Vincent Lacoste et Anaïs Demoustier.

## Filmographie

### Acteur

#### Cinéma
- 2009 : LOL de Lisa Azuelos : Arthur
- 2011 : Livide de Alexandre Bustillo et Julien Maury : William
- 2012 : Télé Gaucho de Michel Leclerc : Victor
- 2014 : Libre et assoupi de Benjamin Guedj : Bruno
- 2014 : Hippocrate de Thomas Lilti : Stéphane
- 2014 : Gaby Baby Doll de Sophie Letourneur : Vincent
- 2015 : Valentin Valentin de Pascal Thomas : Romain
- 2015 : À trois on y va de Jérôme Bonnell : Micha
- 2015 : La Vie très privée de monsieur Sim de Michel Leclerc : Francis
- 2016 : Médecin de campagne de Thomas Lilti : Vincent Werner
- 2017 : Cherchez la femme de Sou Abadi : Armand
- 2017 : Simon et Théodore de Mikael Buch : Simon
- 2018 : Gaspard va au mariage d'Antony Cordier : Gaspard
- 2018 : Le Grand Bain de Gilles Lellouche : John
- 2020 : Resistance de Jonathan Jakubowicz : Simon
- 2021 : The French Dispatch de Wes Anderson : le chef traiteur
- 2021 : La Vraie Famille de Fabien Gorgeart : Eddy
- 2022 : Jour de gloire de Jeanne Frenkel et Cosme Castro : Félix
- 2022 : Les Goûts et les Couleurs de Michel Leclerc : Anthony
- 2023 : Wahou ! de Bruno Podalydès : Fabien
- 2023 : Voleuses de Mélanie Laurent : Clarence
- 2024 : La Promesse verte d'Édouard Bergeon : Martin
- 2024 : Mikado de Baya Kasmi : Mikado
- 2025 : Le Mélange des genres de Michel Leclerc : Le comédien "Beyrouth"
- 2025 : Deux Femmes en or de Chloé Robichaud

#### Télévision
- 2009 : Jeune et homo sous le regard des autres, segment Les Incroyables Aventures de Fusion Man : Raphaël
- 2009 : Sweet Dream (série télévisée) : Julien
- 2020 : Si tu vois ma mère de Nathanaël Guedj : Max
- 2020 : No Man's Land (mini-série) d'Oded Ruskin : Antoine Habert
- 2025 : Des vivants de Jean-Xavier de Lestrade : Sébastien
- 2025 : Le Parfum du bonheur de Baya Kasmi

#### Clip
- 2024 : Exotica, du chanteur Lescop, réalisé par Ovidie

### Réalisateur
- 2018 : Deux Fils

## Théâtre
- 2021 : Maman de Samuel Benchetrit, mise en scène de l'auteur, théâtre Edouard VII

## Distinctions

### Nominations
- César 2013 : César du meilleur espoir masculin pour Télé Gaucho
- Prix Lumière 2016 : Prix Lumières du meilleur espoir masculin pour À trois on y va
- César 2016 : César du meilleur espoir masculin pour À trois on y va

### Jury de festival
- Festival du cinéma américain de Deauville 2012 : membre du jury de la Révélation Cartier
- Festival du film de Cabourg 2015 : membre du jury courts-métrages
- Champs-Élysées Film Festival 2016 : membre du jury longs-métrages
- Festival de cinéma européen des Arcs 2018 : membre du jury courts-métrages